# Fiat Tipo
El Fiat Tipo (Tipo 160) és un cotxe compacte, dissenyat per "I.DE.A Institute ", i fabricat pel fabricant italià Fiat entre 1988 i 1995, i base mecànica i de carrosseria del model berlina Fiat Tempra.
El Tipo estava inicialment disponible només com a hatchback de cinc portes. El cotxe es va fabricar completament amb panells de carrosseria galvanitzats per evitar l'oxidació, i es va construir sobre una plataforma Fiat completament nova, que més tard es va utilitzar en models Fiat, Alfa Romeo i Lancia.
També va destacar pel seu estil "Tipo caixa" que li donava uns nivells innovadors d'interior, sent més gran l'espai per als passatgers posteriors que el d'un Ford Sierra de tracció posterior, però en un cotxe que tenia una mida similar al més petit Ford Escort. Aquest Tipo de disseny era comparable al seu germà petit Fiat Uno, que es va llançar cinc anys abans que el Tipo.
El 1989, el Tipo va guanyar el premi de Cotxe europeu de l'any i el Semperit Irish Car of the Year 1989 a Irlanda. El cotxe ha estat molt popular al Brasil. Es va vendre més que el Volkswagen Gol, que havia estat el cotxe brasiler més venut durant més de vint anys. Només el Tipo, el Fiat Uno Mille i el Fiat Palio van superar al Volkswagen Gol.

## Variants

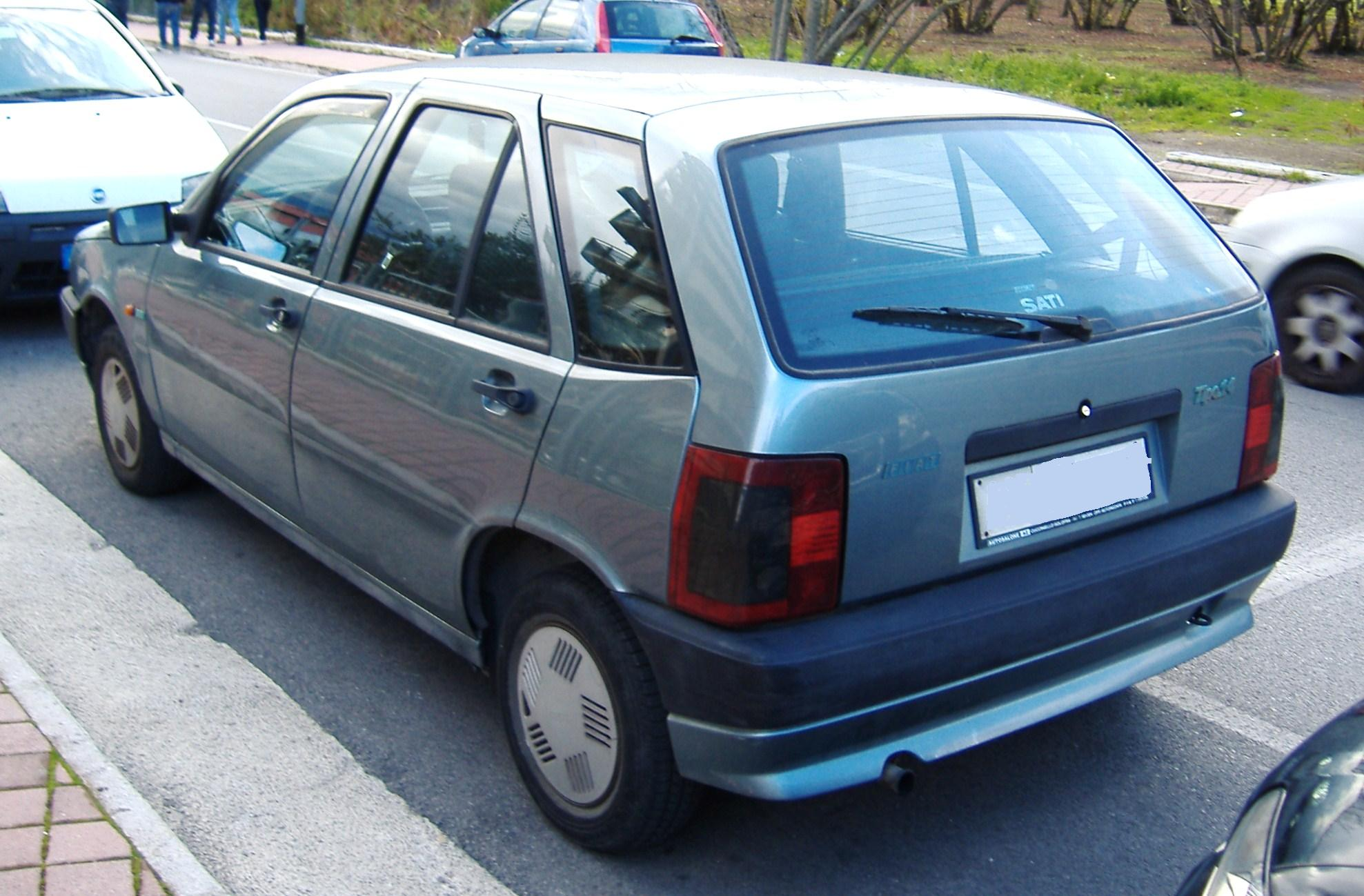
Tipo 1.4 de cinc portes, vista posterior

Presentat el gener de 1988, el Tipo es va posar a la venda a Europa durant el juny de 1988, i al mercat de la volant a la dreta al Regne Unit a partir del 16 de juliol de 1988, inicialment base (és a dir,), DGT, (els primers models DGT del mercat italià es van etiquetar com a "dígit", presumiblement en reconeixement del guió digital, però això es va canviar ràpidament a DGT després d'una disputa sobre la propietat del nom, que va provocar confusió sobre si el model era dièsel. alimentat) estaven disponibles nivells d'acabat S, SX i 16v. "Tipo" és italià per "Tipo".
Potència de 58 a 148 PS (43 a 109 kW; 57 a 146 bhp) provenien de motors de gasolina 1.1, 1.4, 1.6, 1.7, 1.8, 1.8 16v, 2.0 i 2.0 16v, així com un 1.7 dièsel, 1.9 dièsel i 1.9 turbodièsel.
El motor base 1.1 es va considerar àmpliament com a poc potent per al cotxe, que d'altra banda era espaiós per a cinc adults i amb un equipament superior a la mitjana. Aquesta versió mai es va vendre al Regne Unit. El top de la gamma era el 2.0 Sedicivalvole (16 vàlvules).
El Sedicivalvole va obtenir el seu motor del Lancia Thema, i amb una carrosseria molt més petita i lleugera per allotjar-lo, aquesta unitat de potència va aportar un rendiment i una manipulació excel·lents, i una velocitat màxima d'uns 130 mph (210 km/h), cosa que el va fer més ràpid que el Volkswagen Golf GTI d'aquella època. El mercat del Regne Unit va rebre inicialment només les versions 1.4 i 1.6 del Tipo, amb els motors de gasolina 1.8 i 2.0 i les unitats amb motor dièsel no s'importaren fins a principis dels anys noranta.
L'Uno més petit havia tingut un gran èxit allà durant la dècada de 1980 (aconseguint un màxim de més de 40.000 vendes el 1988) i tant per Fiat com per la premsa automobilística s'esperava que el Tipo tingués un èxit similar, però finalment les vendes van caure per sota de les expectatives.

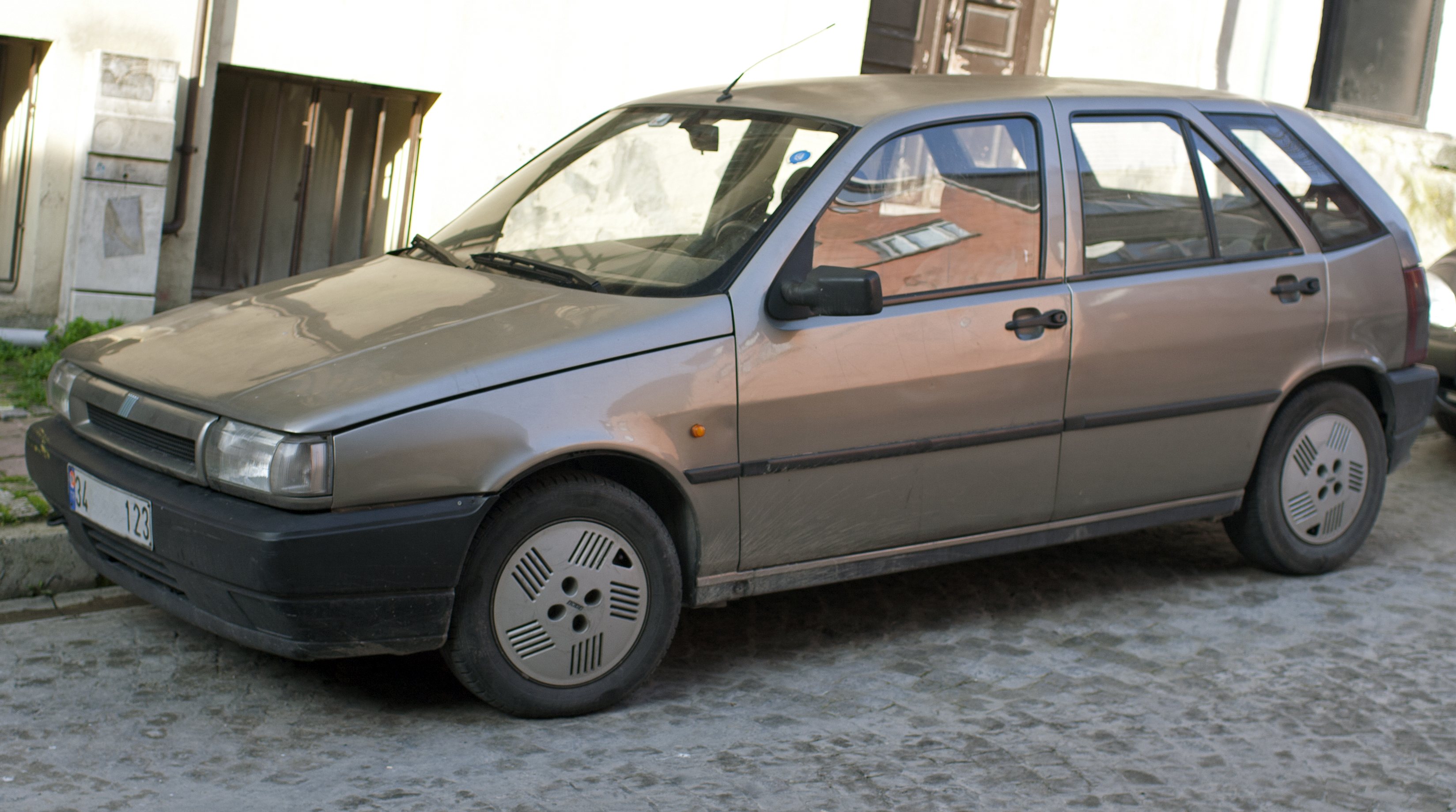
Segona sèrie Tipo de cinc portes (versió construïda Tofaş)

El Tipo es va renovar l'any 1993, i s'hi va afegir una versió de tres portes, així com petits canvis exteriors (les dues evolucions del cotxe es poden diferenciar per les seves reixes del radiador i els seus fars una mica diferents) i especificacions millorades; A la gamma s'hi van afegir característiques de seguretat, com ara carrosseries més rígides, airbag del conductor i barres d'impacte laterals. Això incloïa els nous nivells d'acabat S, SX i SLX, així com un nou model 2.0 GT de vuit vàlvules.
El Tipo va cessar la producció l'estiu de 1995, i va ser substituït pel Fiat Bravo de tres portes i el Fiat Brava de cinc portes. La berlina i la finca Tempra (station wagon) van ser substituïdes per la Marea. El Bravo i el Brava van ser forts venedors a tot Europa, però el Marea va ser una decepció a la majoria dels mercats.

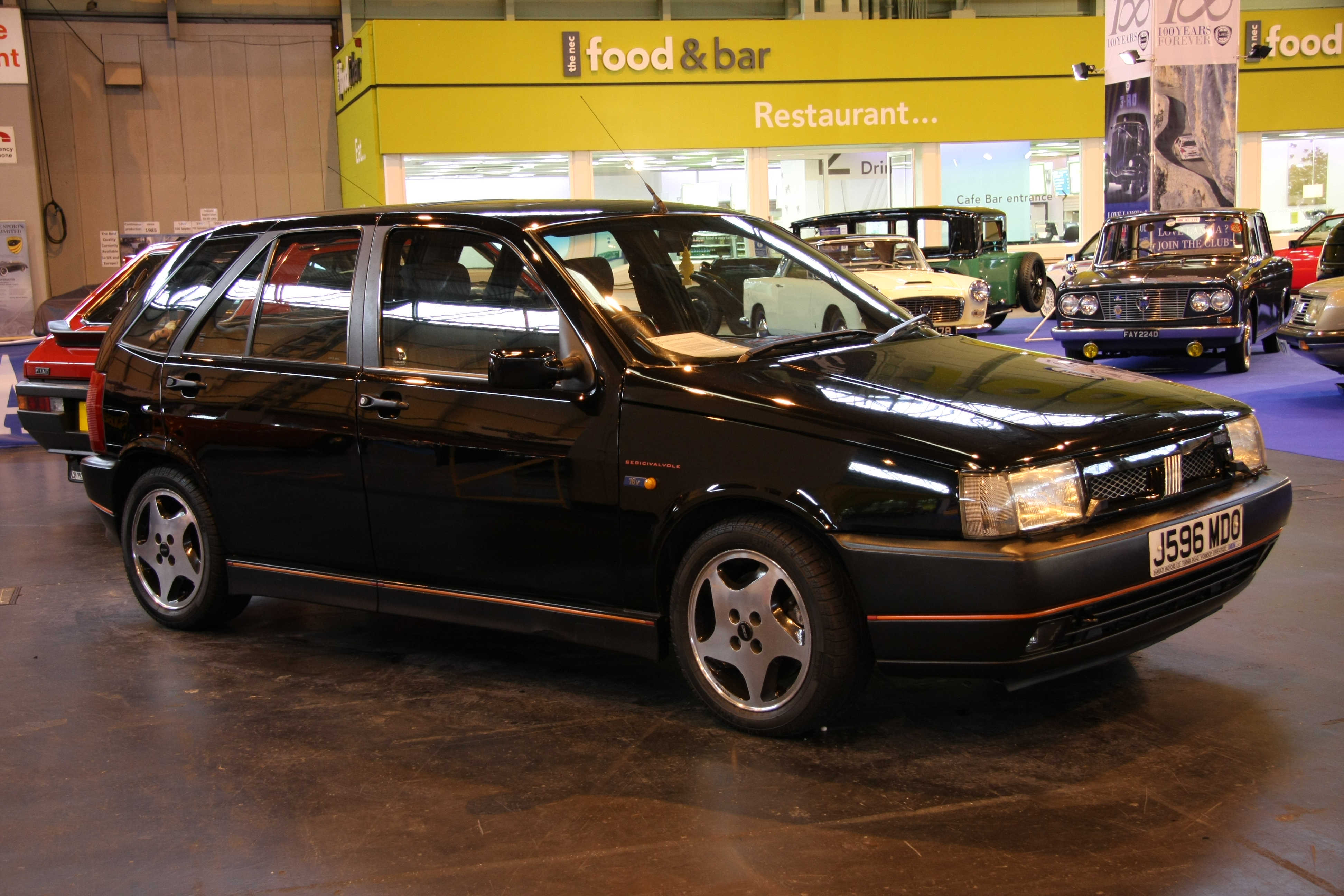
Fiat Tipo Sedicivalvole en un saló de cotxes clàssics, NEC Birmingham, Regne Unit

Va ser un venedor raonablement fort al Regne Unit, inicialment va guanyar elogis pel seu disseny innovador i pràctic, així com pel seu bon maneig. Originàriament es va vendre amb només motors de gasolina 1.4 i 1.6, tot i que els motors 1.8 i 2.0 de 16 vàlvules amb injecció de combustible hi van estar disponibles a principis dels anys noranta.
El tauler digital dels models de gamma alta va resultar controvertit i poc fiable.
El cotxe es va llançar a un mercat favorable al Regne Unit, on cap dels "tres grans" fabricants d'automòbils (Ford, Vauxhall i Austin Rover) havia llançat un cotxe totalment nou d'aquesta mida durant almenys quatre anys. Tot i això, totes aquestes tres marques tenien nous productes de mida Tipo en tres anys, i l'augment de la competència va reduir les vendes del Tipo.
Les seves fortunes fora d'Itàlia també van patir a principis de la dècada de 1990, ja que es va llançar al mateix temps que el Renault 19 francès, i aviat va ser seguida per nombrosos altres nous rivals, inclòs el Citroën ZX .
Els dos últims anys (1994 i 1995) van veure un augment significatiu de les vendes, però es tractava principalment dels models d'1,4 litres de baix preu.

### Producció forana
Al Brasil, només es va començar a produir l'any 1995, en un únic nivell d'acabat. Tenia un motor d'1,6 litres i vuit vàlvules amb injecció de combustible multipunt, que oferia un 10 PS (7.4 kW) augment en comparació amb l'antic 1,6 litres, és a dir, produint 92 PS (68 kW) .
Anteriorment, el Tipo s'havia importat d'Itàlia i estava disponible amb tres acabats diferents que estaven estretament relacionats amb els seus motors: l'1.6 bàsic, és a dir, el luxós de 2.0 litres (vuit vàlvules) i l'esportiu Sedicivalvole de dos litres i setze vàlvules. També es van portar disset models d'1,7 litres; estan tots en color blau Estoril i reben equipament complet.

També va ser construït a Turquia, per Tofaş. Els cotxes de construcció turca generalment no tenien convertidors catalítics i, per tant, alguns tenen una potència marginalment més gran que els models que s'indiquen a la taula següent. Els cotxes turcs també tenen un petit logotip de "Tofaş" al costat esquerre de la tapa del maleter, i la producció allà va continuar almenys fins a l'any 2000.

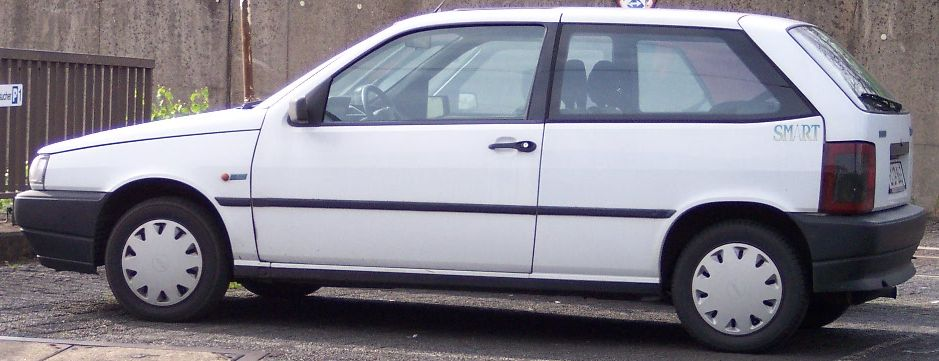
Tipo 3 portes
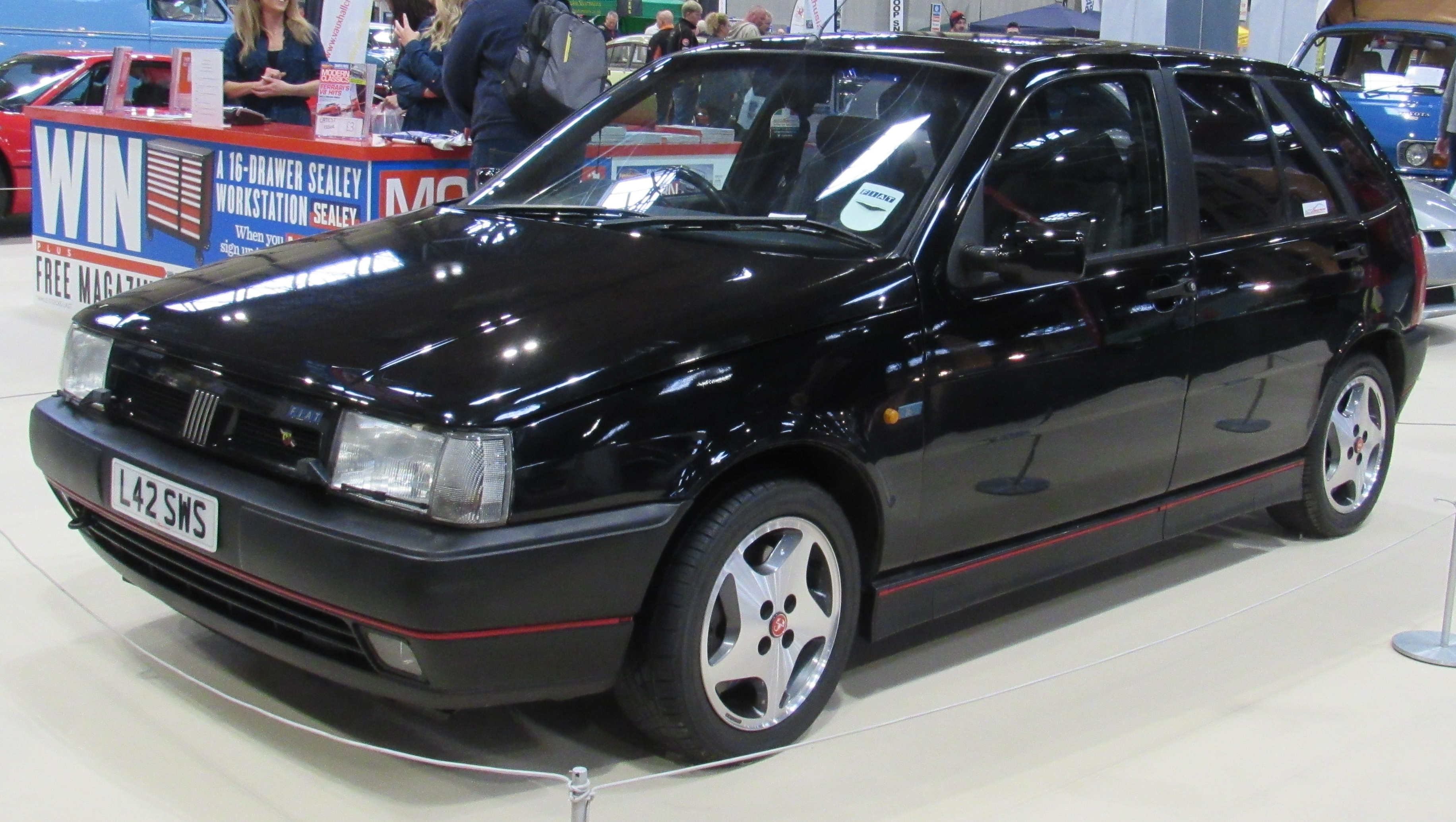
Fiat Tipus 5 portes (Sedicivalvole)
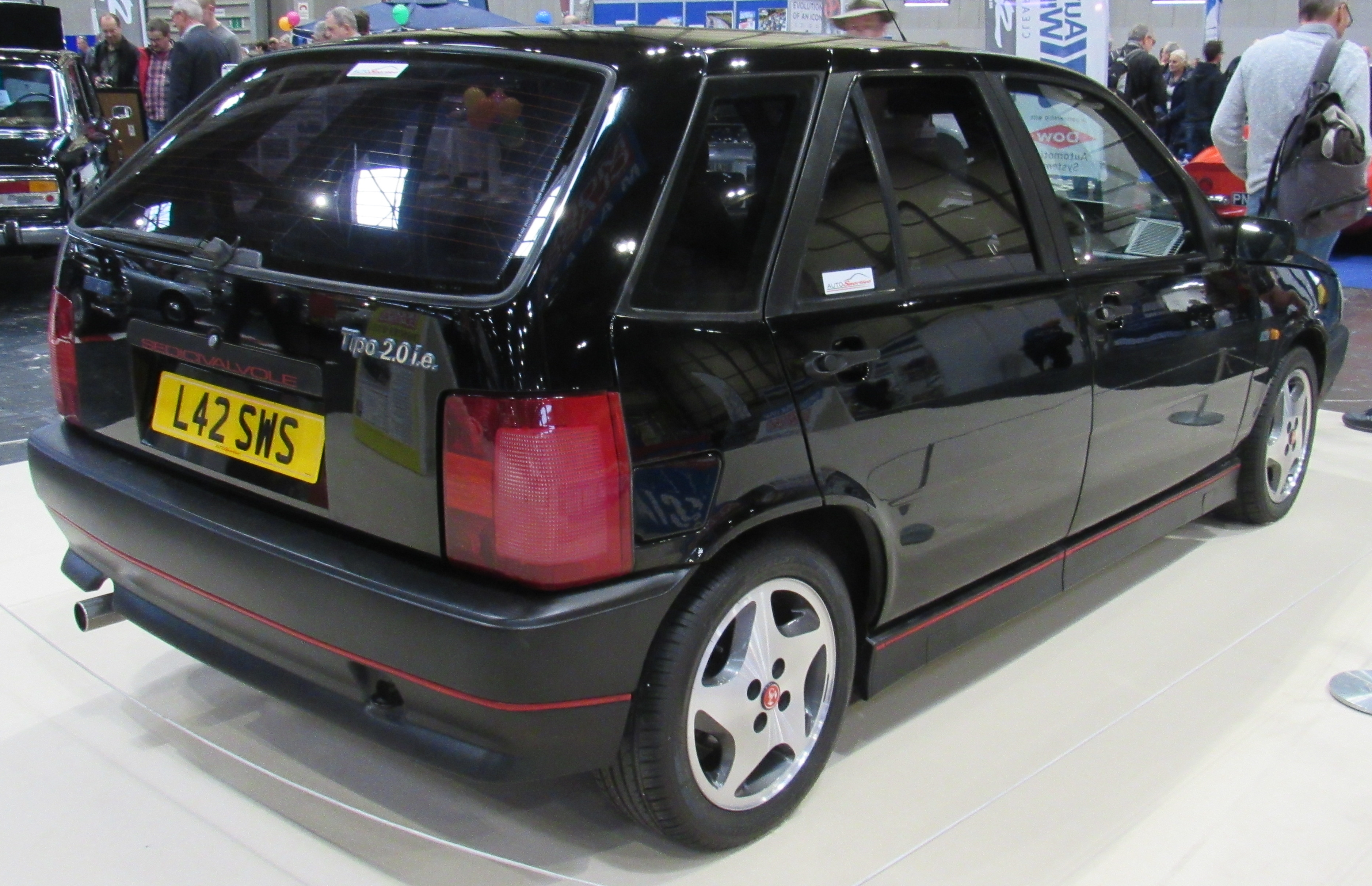
Vista posterior del Fiat Tipus 5 portes
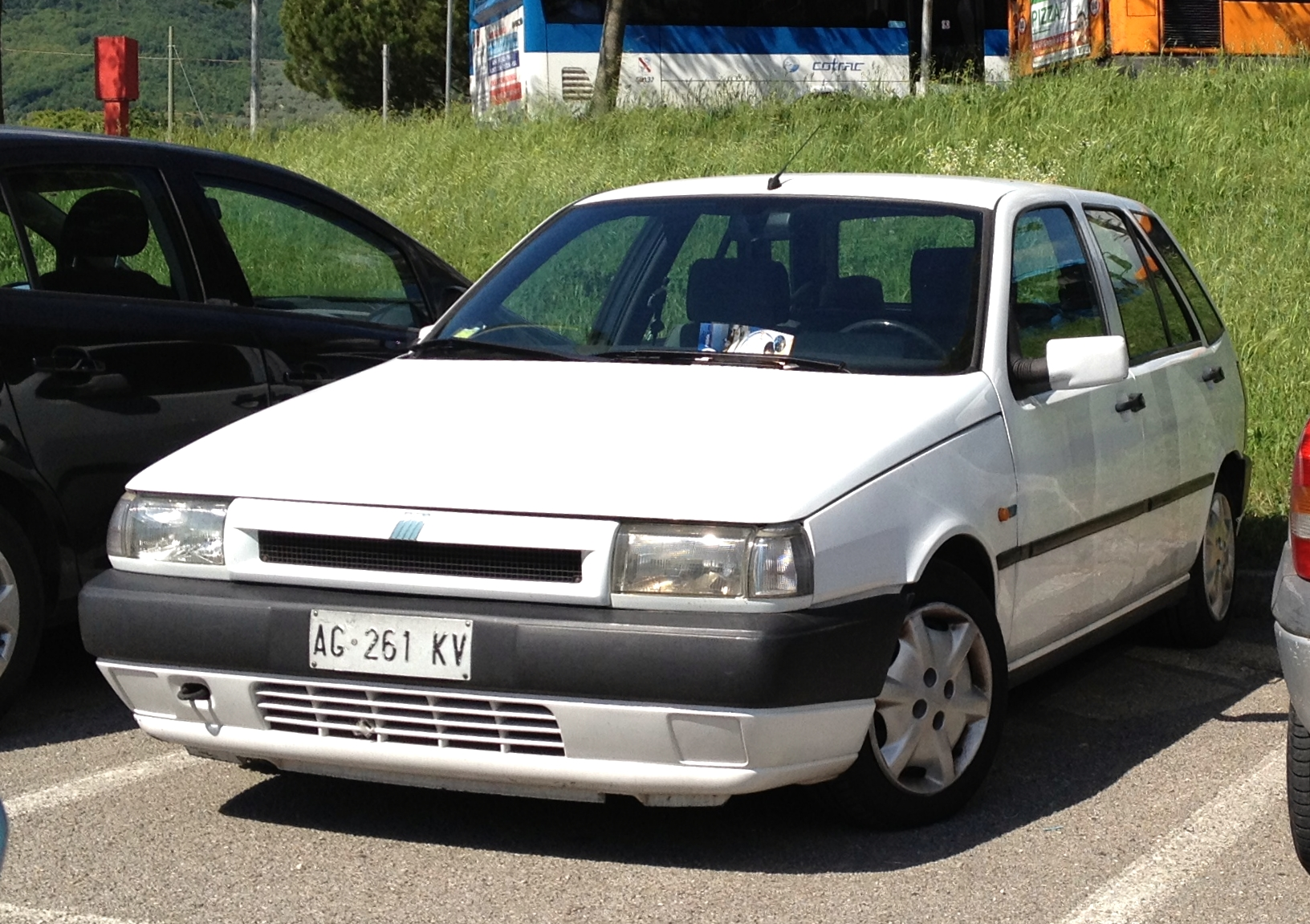
Fiat Tipus redisseny nou frontal

### Gasolina
Un FIRE 1.1 litres de 56 CV, un Motor de 1,4 litres de 72 o 78 CV, un 1,6 litres de 75 o 90 CV, un 1,8 litres de 110 i 138 CV i un 2 litres en variants atmosfèriques de 115, 142, i 148 CV i amb turbocompressor de 165 CV.
| Model                                                                                    | Engine     | Cat                                     | Displ    | Power                                   | Torque                                 |
| ---------------------------------------------------------------------------------------- | ---------- | --------------------------------------- | -------- | --------------------------------------- | -------------------------------------- |
| 1.1 FIRE                                                                                 | 160A3.000  | —                                       | 1,108 cc | 56 PS (41 kW; 55 hp) at 5,500 rpm       | 89 N·m (66 lb·ft) at 2,900 rpm         |
| 1.4 i.e., S                                                                              | 160A1.046  |                                         | 1,372 cc | 70 PS (51 kW; 69 hp) at 6,000 rpm       | 106 N·m (78 lb·ft) at 3,000 rpm        |
| 1.4 i.e., S                                                                              | 159A2.000  | —                                       | 1,372 cc | 78 PS (57 kW; 77 hp) at 6,000 rpm       | 108 N·m (80 lb·ft) at 2,900 rpm        |
| 1.4, DGT                                                                                 | 160A1.000  | —                                       | 1,372 cc | 71 PS (52 kW; 70 hp) at 6,000 rpm       | 105 N·m (77 lb·ft) at 3,750 rpm        |
| 1.4, DGT                                                                                 | 160A1.048  |                                         | 1,372 cc | 72 PS (53 kW; 71 hp) at 6,000 rpm       | 105 N·m (77 lb·ft) at 3,750 rpm        |
| 1.6 i.e.                                                                                 | 159A3.046  |                                         | 1,581 cc | 80 PS (59 kW; 79 hp) at 6,000 rpm       | 128 N·m (94 lb·ft) at 3,000 rpm        |
| 1.6 i.e.                                                                                 | 159A3.048  | 76 PS (56 kW; 75 hp) at 6,000 rpm (ECE) | 1,581 cc | 124 N·m (91 lb·ft) at 3,000 rpm         |                                        |
| 1.6 DGT                                                                                  | 160A2.000  | —                                       | 1,581 cc | 86 PS (63 kW; 85 hp) at 5,800 rpm       | 132 N·m (97 lb·ft) at 2,900 rpm        |
| 1.6 DGT                                                                                  | 160A2.000  | —                                       | 1,581 cc | 82 PS (60 kW; 81 hp) at 6,000 rpm (ECE) | 130 N·m (96 lb·ft) at 2,900 rpm        |
| 1.6 i.e.                                                                                 | 149.C2.046 |                                         | 1,585 cc | 90 PS (66 kW; 89 hp) at 6,250 rpm       | 122 N·m (90 lb·ft) at 4,250 rpm        |
| 1.7 i.e. or 1.6 S i.e. 1994-1996: Export model Germany, Greece, Brazil (17 sold), Turkey |            |                                         | 1,676 cc | 90 PS (66 kW; 89 hp) at 5,900 rpm       | 130 N·m (96 lb·ft) at 3,000 rpm        |
| 1.8 i.e.                                                                                 | 159A4.000  | —                                       | 1,756 cc | 110 PS (81 kW; 108 hp) at 6,000 rpm     | 142 N·m (105 lb·ft) at 2,500 rpm       |
| 1.8 i.e. 16V Sedicivalvole                                                               | 160A5.000  | —                                       | 1,756 cc | 138 PS (101 kW; 136 hp) at 6,250 rpm    | 167 N·m (123 lb·ft) at 4,600 rpm       |
| 2.0 i.e.                                                                                 | 159A6.046  |                                         | 1,995 cc | 115 PS (85 kW; 113 hp) at 5,750 rpm     | 159 N·m (117 lb·ft) at 3,300 rpm       |
| 2.0 i.e.                                                                                 | 159A5.046  | 109 PS (80 kW; 108 hp) at ? rpm         | 1,995 cc | ? at ? rpm                              |                                        |
| 2.0 i.e. 16V Sedicivalvole                                                               | 160A8.046  |                                         | 1,995 cc | 148 PS (109 kW; 146 hp) at 6,250 rpm    | 173 N·m (128 lb·ft) at 5,000 rpm       |
| 2.0 i.e. 16V Sport                                                                       | 836A3.000  |                                         | 1,995 cc | 142 PS (104 kW; 140 hp) at 6,000 rpm    | 180 N·m (133 lb·ft) at 4,500 rpm (CEE) |

### Dièsel
Un 1,7 atmosfèric de 58 CV i un 1,9 litres en variants atmosfèrica de 65 CV i turbocomprimida de 92 CV.
| Model         | Motor     | Desplaçament | Poder                            | Parell motor                    |
| ------------- | --------- | ------------ | -------------------------------- | ------------------------------- |
| 1,7 D, DS     | 149B4.000 | 1.697 cc     | 58 PS (43 kW; 57 hp) a 4.600 rpm | 100 N·m (74 lb·ft) a 2.900 rpm  |
| 1.9 DS DGT    | 160A7.000 | 1.929 cc     | 65 PS (48 kW; 64 hp) a 4.600 rpm | 119 N·m (88 lb·ft) a 2.000 rpm  |
| 1,9 T.ds, DSX | 850A6.000 | 1.929 cc     | 92 PS (68 kW; 91 hp) a 4.100 rpm | 190 N·m (140 lb·ft) a 2.400 rpm |

## Galeria

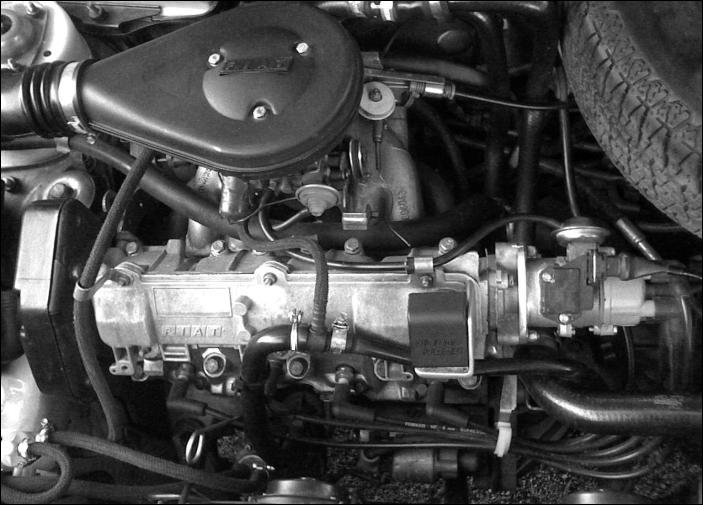
Motor Tipus carburador Weber
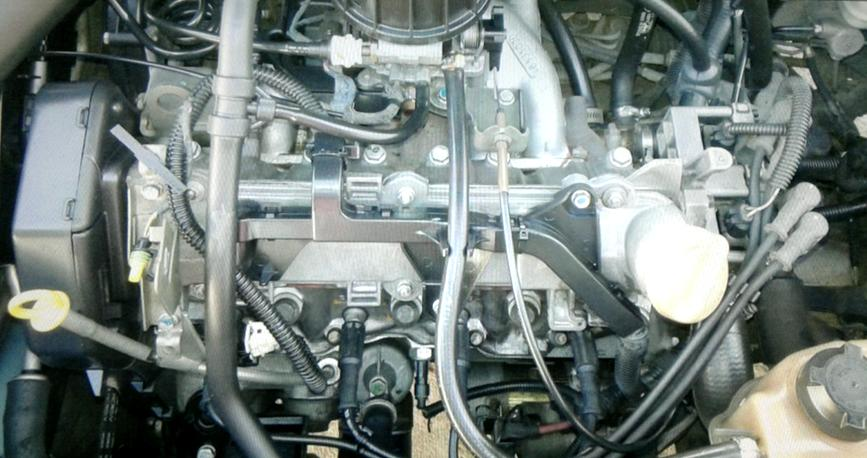
Motor Tipus SPI (Single Point Inyection)
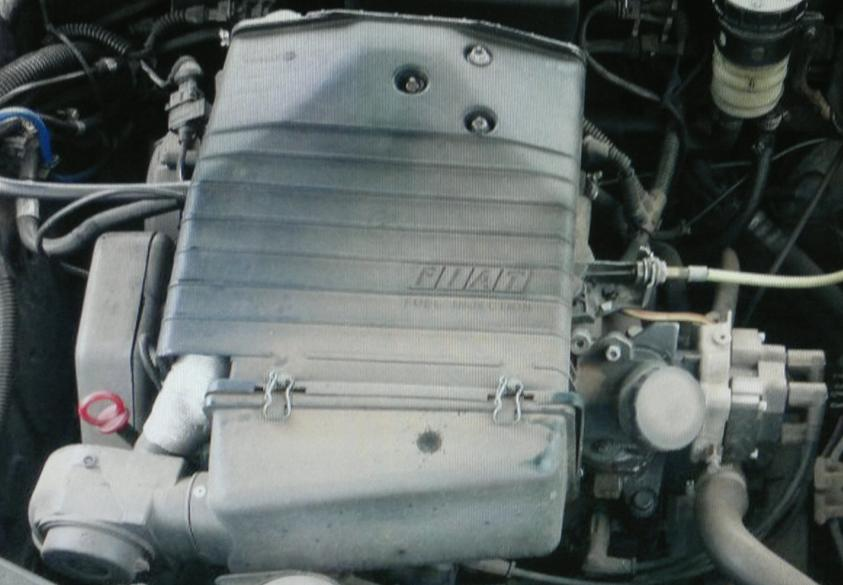
Motor Tipus MPI (Multi Point Inyection)
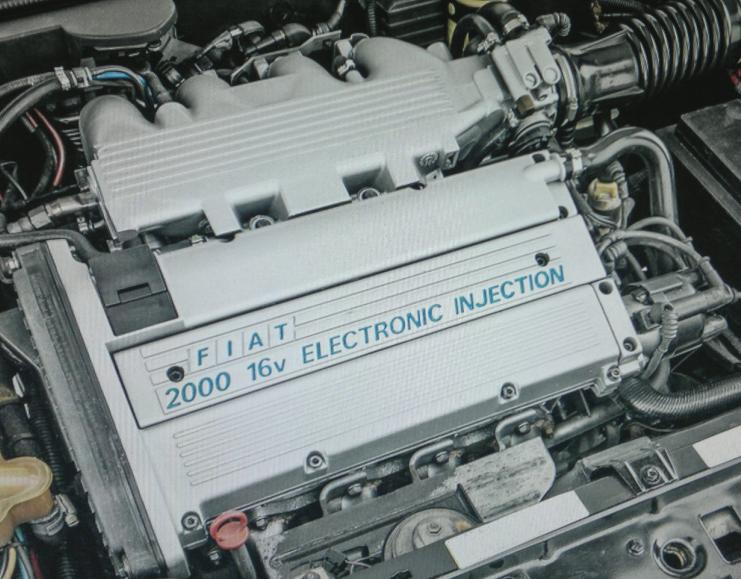
Motor 2.0 16v MPI

## Derivats
El Fiat Tempra va ser la variant sedan del Tipo, desenvolupada i presentada l'any 1990. Sobre aquest model van ser desenvolupades també una versió Rural (denominada Tempra Weekend) i una coupé, aquesta última de producció exclusiva per al mercat brasiler .

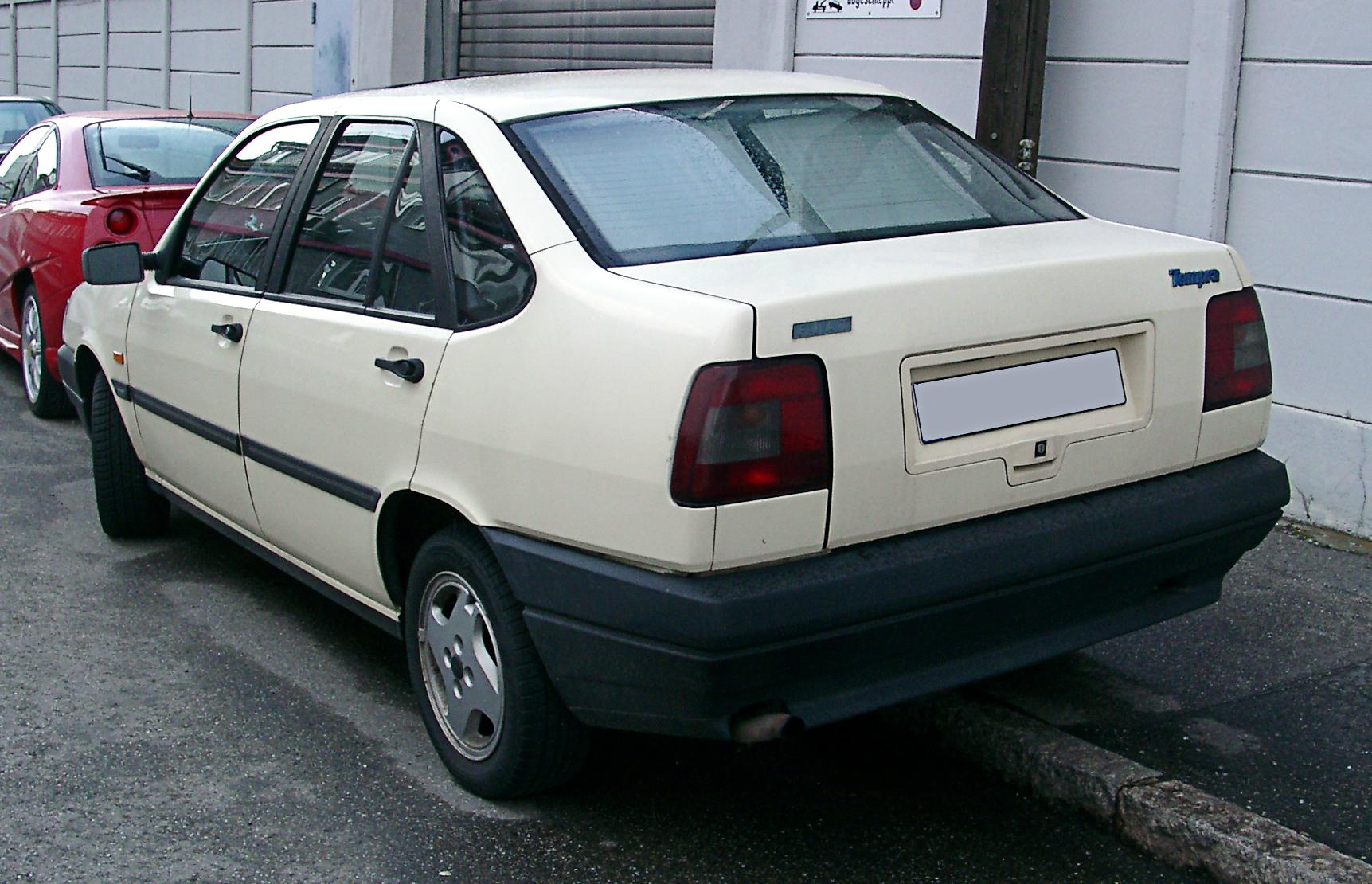
Vista posterior del Fiat Tempra berlina
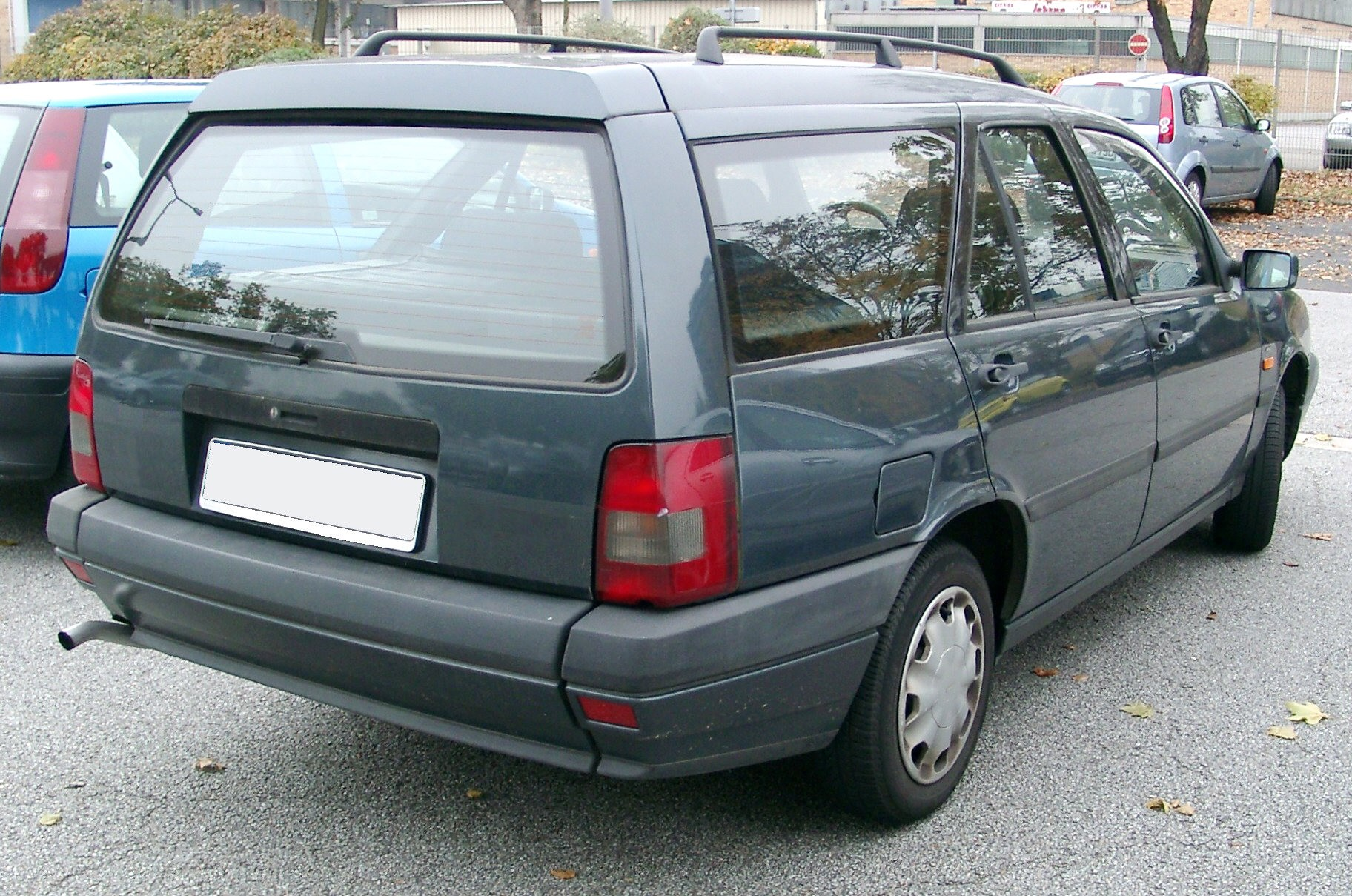
Vista posterior del Fiat Tempra familiar

La plataforma Tipo va generar nou cotxes més. El primer d'ells va ser el Yugo Sana / Zastava Florida el novembre de 1988, seguit del Lancia Dedra sedan l'abril de 1989 i el Fiat Tempra el febrer de 1990. El gran cotxe familiar Alfa Romeo 155, el coupé Fiat Coupé i el Lancia Delta Nuova es van presentar l'any 1993, i també es van construir sobre la plataforma Tipo, igual que els Alfa Romeo 145 i 146 i l' Alfa Romeo Spider i GTV (amb un diferents suspensió posterior i altres perfeccionaments del xassís) del 1994 al 1995.